# Satyria cerander
Satyria cerander är en ljungväxtart som först beskrevs av Michel Félix Dunal, och fick sitt nu gällande namn av Albert Charles Smith. Satyria cerander ingår i släktet Satyria och familjen ljungväxter. Inga underarter finns listade i Catalogue of Life.